# Poigen
Poigen ist eine Ortschaft und eine Katastralgemeinde der Gemeinde St. Bernhard-Frauenhofen im Bezirk Horn in Niederösterreich.

## Geografie
Der Ort befindet sich im Nordwesten des Horner Beckens an der Mündung des Tobelbaches in die Große Taffa und erstreckt sich im Westen bis nach Grünberg.

## Geschichte
Im 11. und 12. Jahrhundert war der Ort Sitz der Grafschaft des Poigenreiches, die das gesamte Horner Becken umfasste.  Die Grafen von Poigen gründeten im Jahr 1144 auch das Stift Altenburg.
Laut Adressbuch von Österreich waren im Jahr 1938 in der Ortsgemeinde Poigen ein Gastwirt, drei Gemischtwarenhändler, ein Müller mit Sägewerk, ein Sattler, ein Schmied, ein Schneider, ein Schuster und mehrere Landwirte ansässig.

## Siedlungsentwicklung
Zum Jahreswechsel 1979/1980 befanden sich in der Katastralgemeinde Poigen insgesamt 81 Bauflächen mit 46.411 m² und 103 Gärten auf 118.990 m², 1989/1990 gab es 103 Bauflächen. 1999/2000 war die Zahl der Bauflächen auf 320 angewachsen und 2009/2010 bestanden 150 Gebäude auf 337 Bauflächen.

## Bodennutzung
Die Katastralgemeinde ist landwirtschaftlich geprägt. 320 Hektar wurden zum Jahreswechsel 1979/1980 landwirtschaftlich genutzt und 77 Hektar waren forstwirtschaftlich geführte Waldflächen. 1999/2000 wurde auf 312 Hektar Landwirtschaft betrieben und 86 Hektar waren als forstwirtschaftlich genutzte Flächen ausgewiesen. Ende 2018 waren 294 Hektar als landwirtschaftliche Flächen genutzt und Forstwirtschaft wurde auf 89 Hektar betrieben. Die durchschnittliche Bodenklimazahl von Poigen beträgt 32,4 (Stand 2010).